# Departamentele Boliviei

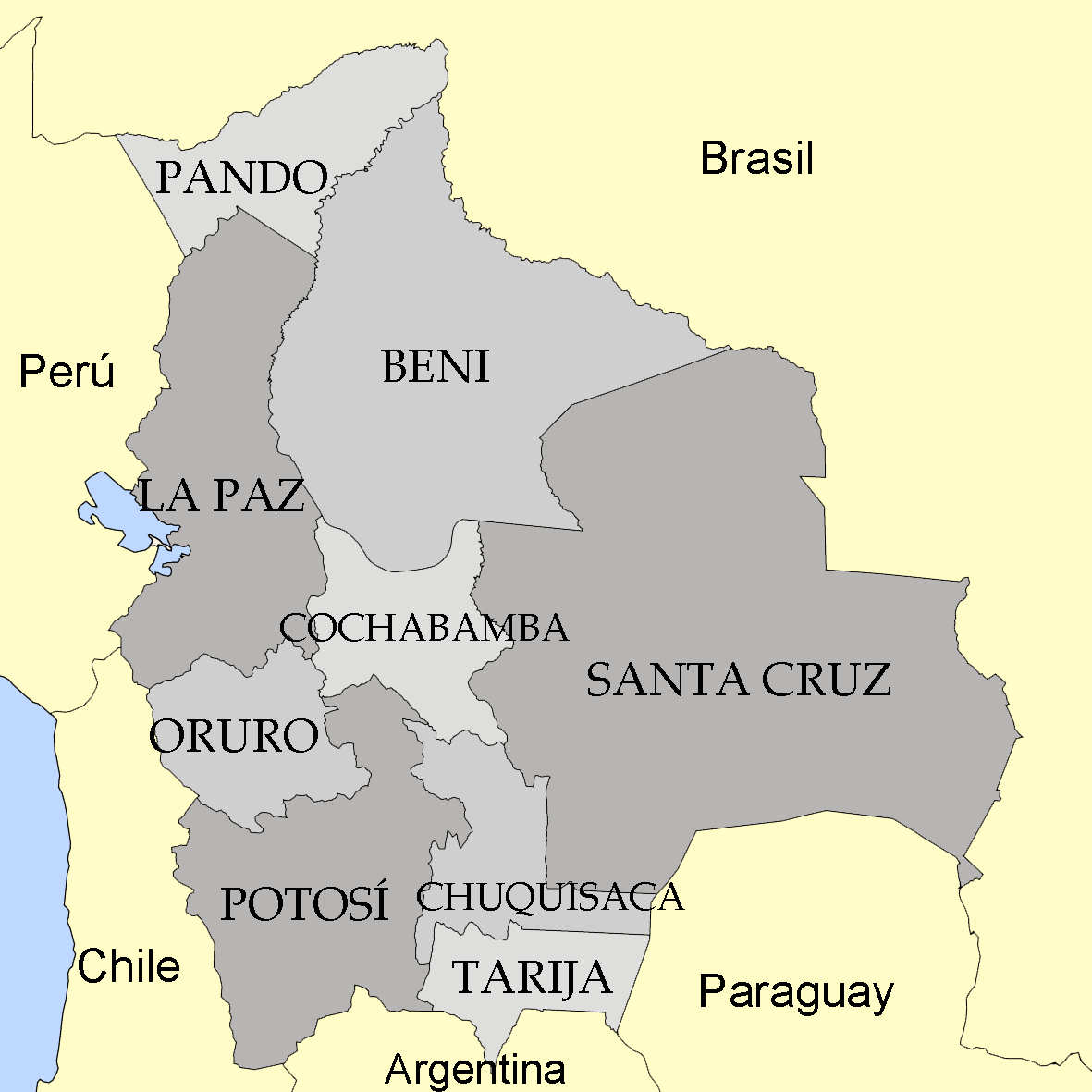
Departamentele Boliviei

Bolivia este subdivizată în 9 departamente (departamentos), care sunt conduse de un prefect (în spaniolă prefecto) care este numit sau schimbat de președinte. Departamentele sunt subîmpărțite la rândul lor în 112 provincii (în spaniolă provincias) care, la rândul lor, sunt subîmpărțite în 324 de municipii (în spaniolă municipios).

## Departamentele Boliviei
| Nume       | suprafața 1 | populație 2 | densitate 3 | capitala                |
| ---------- | ----------- | ----------- | ----------- | ----------------------- |
| Beni       | 213.564     | 362.521     | 1,70        | Trinidad                |
| Chuquisaca | 51.524      | 531.522     | 10,32       | Sucre                   |
| Cochabamba | 55.631      | 1.455.711   | 26,17       | Cochabamba              |
| La Paz     | 133.985     | 2.350.466   | 18,04       | La Paz                  |
| Oruro      | 53.588      | 391.870     | 7,31        | Oruro                   |
| Pando      | 63.827      | 52.525      | 0,82        | Cobija                  |
| Potosí     | 118.218     | 709.013     | 6,00        | Potosí                  |
| Santa Cruz | 370.621     | 2.029.471   | 5,48        | Santa Cruz de la Sierra |
| Tarija     | 37.623      | 391.226     | 10,40       | Tarija                  |
| Total      | 1.098.581   | 8.274.325   | 7,56        |                         |

1: în km2, Sursa: http://www.ine.gov.bo Arhivat în 27 octombrie 2009, la Wayback Machine.

2: Recensământul din 2001, Sursa: http://www.ine.gob.bo

3: locuitori/km2